# Johan Kjær Hansen
Johan Kjær Hansen (7. april 1907, Hjørring – 29. juni 1944) var en dansk modstandsmand, der var en del af Hvidstengruppen under ledelse af Marius Fiil. Johan Kjær Hansen var mekaniker, og han meldte sig til gruppen, der blev en af de mest betydningsfulde modtagere af våben og sprængstoffer, der blev nedkastet fra engelske fly.
Johan Kjær var søn af cykelfabrikant Hans Christian Johan Andersen og Ane Elisabeth Nielsen f. Kjær.
Sammen med resten af gruppen blev Johan Kjær Hansen arresteret af Gestapo den 11. marts 1944 og ført til Dagmarhus og Vestre Fængsel i København. Nyheden om anholdelsen blev bragt i De frie Danske en uge senere.
Sammen med Marius Fiil og seks andre fra gruppen blev han henrettet ved skydning 29. juni 1944.